# FC Slovan Liberec
O FC Slovan Liberec é um clube de futebol de cidade de Liberec, na República Tcheca. Foi fundado em 1921.
A equipe manda seus jogos no U Nisy Stadion, que tem capacidade para 9900 espectadores. As suas cores são azul e branco.
Atualmente disputa o Campeonato Tcheco de Futebol, no qual conquistou 2 títulos. Sua ascensão foi recente, já que nunca conquistou o Campeonato Tchecoslovaco.
A nível europeu, seu melhor resultado foi as quartas-de-final da Copa da UEFA na temporada 2001/02. Naquela ocasião, eliminou o Slovan Bratislava, Celta de Vigo, Mallorca e Lyon, até perder pro Borussia Dortmund.

## Nomes
- 1945 SK Slavia Liberec
- 1946 ZDAR Liberec
- 1953 TJ Slavoj Liberec
- 1958 TJ Slovan Liberec
- 1980 TJ Slovan Elitex Liberec
- 1993 FC Slovan Liberec
- 1993 FC Slovan WSK Liberec
- 1994 FC Slovan WSK Vratislav Liberec
- 1995 FC Slovan Liberec

## Títulos
- Campeonato Tcheco: 3 (2001–02, 2005–06, 2011–12)
- Copa da Tchéquia: 1 (2000)